# Les Bêtes du Sud sauvage
Pour plus de détails, voir Fiche technique et Distribution.
Les Bêtes du Sud sauvage (Beasts of the Southern Wild) est un film indépendant américain coécrit et réalisé par Benh Zeitlin et sorti en 2012. Il s'agit d'une adaptation de la pièce Juicy and Delicious de Lucy Alibar, qui a participé à son adaptation. C'est également le premier long métrage réalisé par Benh Zeitlin.
Le film a été présenté au Festival du film de Sundance 2012, où il a remporté le grand prix du jury pour une fiction, et est nommé à quatre oscars en 2013, dont l'oscar du meilleur film et celui de la meilleure actrice pour Quvenzhané Wallis, qui, à 9 ans, devient la plus jeune nommée dans cette catégorie.

## Synopsis
Hushpuppy, une fillette de six ans, vit dans le bayou de Louisiane avec son père au milieu de la mangrove, dans ce qu'il appellent The Bathtub (la baignoire). C'est un hameau de cabanes délabrées et miséreuses où ils vivent avec d'autres abandonnés de la société américaine. Un jour, une violente tempête provoque la montée des eaux, mettant en péril leurs vies rebelles, déjà fort précaires. Une partie des habitants fuient avant la tempête. Parallèlement, une ligne narrative fantastique et métaphorique fait intervenir des aurochs — auparavant prisonniers des glaces polaires, libérés par le réchauffement climatique — qui font leur chemin jusqu'en Louisiane. Le père de Hushpuppy, alcoolique, violent, voit sa santé décliner mais refuse, avec ses semblables, de quitter leur lieu de vie. Ensemble, ils fuiront le camp de réfugiés où ils ont été déplacés de force. L'enfant, à la recherche de sa mère disparue, croit en voir les signes dans le clignotement d'un phare au large de la côte. Elle mène, grâce à une force de caractère instillée par l'éducation à la dure de son père, un combat quotidien de survie et de débrouillardise, mais cherche aussi des réponses affectives auprès de personnes rencontrées au gré de son errance.

## Fiche technique
- Titre original : Beasts of the Southern Wild
- Titre français : Les Bêtes du Sud sauvage
- Réalisation : Benh Zeitlin
- Scénario : Lucy Alibar et Benh Zeitlin, d'après la pièce Juicy and Delicious de Lucy Alibar
- Direction artistique : Alex DiGerlando
- Décors : Dawn Masi
- Costumes : Stephani Lewis
- Photographie : Ben Richardson
- Son : Bob Edwards
- Montage : Crockett Doob et Affonso Gonçalves
- Musique : Dan Romer (en) et Benh Zeitlin
- Production : Michael Gottwald, Dan Janvey et Josh Penn
- Sociétés de production : Cinereach (en), Court 13 Pictures et Journeyman Pictures (en)
- Sociétés de distribution :  Fox Searchlight Pictures ;  : ARP Sélection
- Pays de production :  États-Unis
- Langue originale : Anglais
- Format : Couleurs - 1.85 : 1 - Super 16 mm
- Genre : Drame
- Durée : 92 minutes
- Dates de sortie :
  - États-Unis : 20 janvier 2012 (festival du film de Sundance 2012)
  - États-Unis : 27 juin 2012
  - France : 12 décembre 2012

## Distribution
- Quvenzhané Wallis : Hushpuppy Doucet
- Dwight Henry : Wink Doucet, le père de Hushpuppy
- Levy Easterly : Jean Battiste
- Lowell Landes : Walrus
- Pamela Harper : Little Jo
- Gina Montana : Miss Bathsheeba
- Henry D. Coleman : Peter T

## Accueil

### Accueil critique
Le film a reçu de nombreuses critiques positives. L'agrégateur de critiques Metacritic lui accorde la note de 86/100 et Rotten Tomatoes celle de 86 % de critiques positives, lui accordant le label « Certified Fresh », avec le consensus suivant : « Les Bêtes du Sud sauvage est un voyage fantastique et puissamment émotionnel, un bel exemple de cinéma qui privilégie l'imagination sur le budget,. ». En France, le site Allociné propose une moyenne de 4,1⁄5, d'après l'interprétation de 27 critiques de presse.
Le New York Times décrit le film comme « une explosion de pureté, une joie improbable, un film d'action excitant et turbulent avec une protagoniste qui le porte sur ses épaules... Hushpuppy, 6 ans, l'héroïne, a un sourire à faire sortir les poissons de l'eau et un air renfrogné tellement fier qu'il arrête des monstres dans leur course. Le film, une explosion d'Americana passionnée et indisciplinée, réalisé par Benh Zeitlin, fait des clins d'œil aux sceptiques, rigole des analyses sobres et toise les critiques,. » Roger Ebert, dans le Chicago Sun-Times, écrit que le film est une « création remarquable... Parfois, des films miraculeux éclosent, faits par des inconnus et joués par des inconnus, et ils vous aveuglent par leur génie créatif. Les Bêtes du Sud sauvage est l'un des meilleurs films de l'année,. »
La prestation de la jeune Quvenzhané Wallis, six ans au moment du tournage, alors inconnue, a été largement acclamée. Une critique du San Francisco Chronicle écrit : « en regardant la performance de Wallis en Hushpuppy, on réalise que ce n'en est pas une. C'est un fait. À l'écran, elle ne joue pas, elle est, tout simplement ; un être aussi élémentaire, incontestable et fort que les aurochs. Elle avait six ans pendant le tournage, et pourtant, la férocité de sa présence, le mélange de colère et de sagesse qui émane d'elle, suggèrent quelqu'un de plus âgé, ou même de sans âge,. » Dans Rolling Stone, un journaliste ajoute qu'« il est impossible de ne pas être captivé par Wallis, choisie parmi plus de 3 500 candidates pour jouer le rôle de ce petit héros narrateur. Sa performance dans ce film moins petit qu'il n'y paraît est une réussite imposante,. »

## Distinctions

### Récompenses
- Festival du film de Sundance 2012 :
  - grand prix du jury
  - Humanitas Prize[14]
- Festival de Cannes 2012 :
  - Caméra d'or
  - Prix FIPRESCI section Un certain regard
  - Mention spéciale du Prix du jury œcuménique
  - Prix de la jeunesse
- Festival du cinéma américain de Deauville 2012 :
  - Grand prix
  - Prix de la Révélation
- Festival du film de Londres 2012 : Trophée Sutherland
- Festival international du film de Stockholm 2012 : prix du meilleur premier film
- African-American Film Critics Association Awards 2012 : révélation de l'année pour Quvenzhané Wallis
- Austin Film Critics Association Awards 2012 :
  - Meilleur premier film
  - Révélation de l'année pour Quvenzhané Wallis
- Chicago Film Critics Association Awards 2012 :
  - Réalisateur le plus prometteur pour Benh Zeitlin
  - Actrice la plus prometteuse pour Quvenzhané Wallis
- Dallas-Fort Worth Film Critics Association Awards 2012 : Russell Smith Award
- Florida Film Critics Circle Awards 2012 : Pauline Kael Breakout Award pour Quvenzhané Wallis
- Gotham Independent Film Awards 2012 : meilleur réalisateur
- Indiana Film Journalists Association Awards 2012 : Original Vision Award
- Los Angeles Film Critics Association Awards 2012 :
  - Meilleur acteur dans un second rôle pour Dwight Henry
  - Meilleure musique de film pour Benh Zeitlin
  - New Generation Award pour Benh Zeitlin
- National Board of Review Awards 2012 :
  - Meilleur premier film
  - Meilleure révélation féminine pour Quvenzhané Wallis
- New York Film Critics Online Awards 2012 :
  - Meilleur premier film
  - Meilleure révélation féminine pour Quvenzhané Wallis
- Phoenix Film Critics Society Awards 2012 :
  - Meilleure jeune actrice pour Quvenzhané Wallis
  - Meilleur espoir devant la caméra pour Quvenzhané Wallis
  - Meilleur espoir derrière la caméra pour Benh Zeitlin
- Prix Ray-Bradbury 2012 : meilleur scénario d'œuvre dramatique de science-fiction[15]
- Satellite Awards 2012 :
  - Révélation de l'année pour Quvenzhané Wallis
  - Humanitarian Award pour Benh Zeitlin
- Southeastern Film Critics Association Awards 2012 : Wyatt Award
- Toronto Film Critics Association Awards 2012 : meilleur premier film
- Utah Film Critics Association Awards 2012 : meilleur acteur dans un second rôle pour Dwight Henry
- Washington D.C. Area Film Critics Association Awards 2012 : meilleur jeune espoir pour Quvenzhané Wallis
- Women Film Critics Circle Awards 2012 : meilleure jeune actrice
- Festival international du film écologique de Bourges 2013 : meilleure fiction
- Chlotrudis Awards 2013 : meilleurs décors
- Critics' Choice Movie Awards 2013 : meilleur espoir pour Quvenzhané Wallis
- EDA Awards 2013 :
  - Meilleur espoir féminin pour Quvenzhané Wallis
  - Meilleure musique de film
  - Meilleure femme scénariste
- Independent Spirit Awards 2013 : Meilleure photographie
- NAACP Image Awards 2013 : meilleur film indépendant
- Union de la critique de cinéma 2013 : grand prix
- Village Voice Film Poll 2013 :
  - Meilleur premier film
  - Meilleur espoir pour Quvenzhané Wallis

### Nominations
- Oscars du cinéma 2013 :
  - Oscar du meilleur film
  - Oscar du meilleur réalisateur pour Benh Zeitlin
  - Oscar de la meilleure actrice pour Quvenzhané Wallis
  - Oscar du meilleur scénario adapté pour Benh Zeitlin et Lucy Alibar